# 남북 이산가족 상봉
남북 이산가족 상봉(南北離散家族相逢)은 남한과 북한에 나뉘어 흩어져 살고 있는 가족들이 서로 만나거나 소식을 전할 수 있도록 하기 위한 정책 또는 그 행사를 말한다. 때로는 같은 국가에 살면서도 서로 행방을 알 수 없는 경우도 있다.

## 역사
남북 이산가족 상봉은 1971년 8월 12일에 대한민국의 대한적십자사가 한국 전쟁 또는 한반도 분단 때문에, 남과 북으로 헤어져 살고 있는 이산가족들의 실태를 확인하고, 서로 소식을 전하거나 상봉을 하기 위한 목적으로 실시한 〈이산가족찾기 운동〉을 계기로 시작되었다.
대한민국과 조선민주주의인민공화국의 적십자사간의 합의에 의하여 1985년 9월, 서울과 평양에서 최초로 이산가족 고향방문단과 예술공연 교환 행사가 이루어졌다.

## 이산가족 순차상봉(방문)
- 이산가족 고향방문단: 1985년 9월 20일 ~ 9월 23일
- 제1차 이산가족 상봉: 2000년 8월 15일 ~ 8월 18일
- 제2차 이산가족 상봉: 2000년 11월 30일 ~ 12월 2일
- 제3차 이산가족 상봉: 2001년 2월 26일 ~ 2월 28일
- 제4차 이산가족 상봉: 2002년 4월 28일 ~ 5월 3일
- 제5차 이산가족 상봉: 2002년 9월 13일 ~ 9월 18일
- 제6차 이산가족 상봉: 2003년 2월 20일 ~ 2월 25일
- 제7차 이산가족 상봉: 2003년 6월 27일 ~ 7월 2일
- 제8차 이산가족 상봉: 2003년 9월 20일 ~ 9월 25일[2]
- 제9차 이산가족 상봉: 2004년 3월 29일 ~ 4월 3일
- 제10차 이산가족 상봉: 2004년 7월 11일 ~ 7월 16일[3]
- 제11차 이산가족 상봉: 2005년 8월 26일 ~ 8월 31일[4]
- 제12차 이산가족 상봉: 2005년 11월 5일 ~ 11월 10일[5]
- 제13차 이산가족 상봉: 2006년 3월 20일 ~ 3월 25일[6]
- 제14차 이산가족 상봉: 2006년 6월 19일 ~ 6월 30일[7]
- 제15차 이산가족 상봉: 2007년 5월 9일 ~ 5월 14일[8]
- 제16차 이산가족 상봉: 2007년 10월 17일 ~ 10월 22일[9]
- 제17차 이산가족 상봉: 2009년 9월 26일 ~ 10월 1일[10]
- 제18차 이산가족 상봉: 2010년 10월 30일~ 11월 5일[11]
- 제19차 이산가족 상봉: 2014년 2월 20일~ 2월 25일
- 제20차 이산가족 상봉: 2015년 10월 20일~ 10월 26일[12]
- 제21차 이산가족 상봉: 2018년 8월 20일 - 8월 26일

## 이산가족 화상상봉
- 제1차 이산가족 화상상봉: 2005년 8월 15일
- 제2차 이산가족 화상상봉: 2005년 11월 24일 ~ 11월 25일
- 제3차 이산가족 화상상봉: 2005년 12월 8일 ~ 12월 9일
- 제4차 이산가족 화상상봉: 2006년 2월 27일 ~ 2월 28일[2]
- 제5차 이산가족 화상상봉: 2007년 3월 27일 ~ 3월 30일
- 제6차 이산가족 화상상봉: 2007년 8월 13일 ~ 8월 15일
- 제7차 이산가족 화상상봉: 2007년 11월 14일 ~11월 15일

## 같이 보기
- 디아스포라
- 적십자사
- 2000년 남북정상회담
- 2007년 남북정상회담
- 이산가족을 찾습니다 : 남한 내 이산가족 상봉 프로그램